# S4C

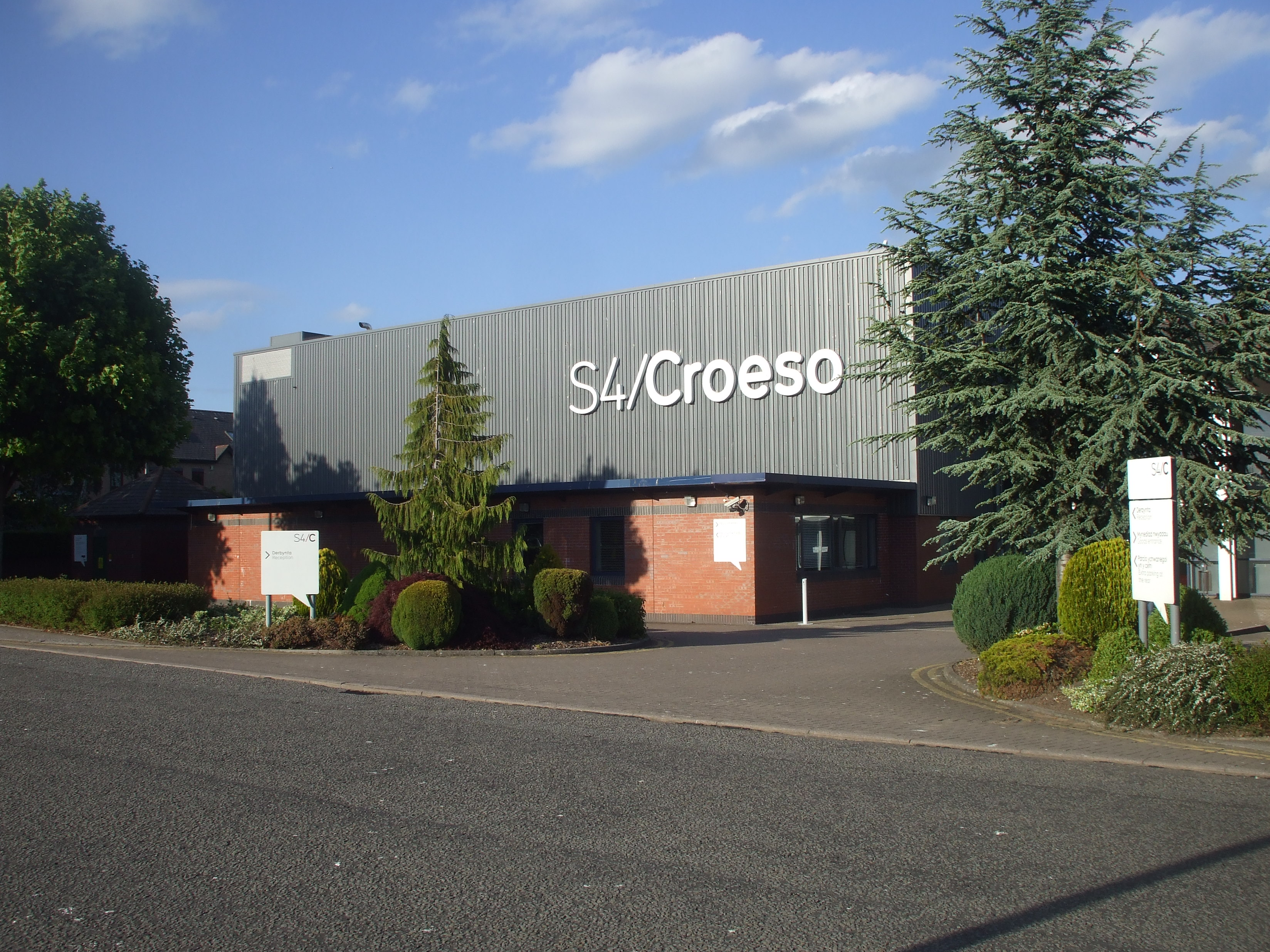
Hoofdkantoor van S4C

S4C (Welsh: Sianel Pedwar Cymru, Nederlands: Kanaal Vier Wales) is een Welshe televisieomroep die uitzendt vanuit de Welshe hoofdstad Cardiff en richt zich op een Welsh-sprekend publiek. S4C is (na BBC One, ITV en BBC Two) het vierde oudste terrestrische televisiekanaal van het Verenigd Koninkrijk (het werd een dag voor het in Londen gevestigde Channel 4 geopend).